# Luis Alcalá Gómez
Luis Alcalá Gómez (Castralvo, Terol, 1930-1989) fou un mestre i polític valencià.

## Trajectòria
Treballà com a professor d'EGB i milità en el PSPV-PSOE. Amb aquest partit fou escollit senador per la província de Castelló a les eleccions generals espanyoles de 1982 i 1986. Fou membre de les comissions de Constitució i Defensa del Senat d'Espanya. Va morir d'un infart mentre canviava la roda del cotxe vora la platja de Nules poc abans d'acabar el mandat i fou substituït per Pablo Gardey Peiró.